# Cerkiew św. Michała Archanioła w Bystrem
Cerkiew św. Michała Archanioła w Bystrem – dawna filialna cerkiew greckokatolicka, zbudowana w 1902 roku, znajdująca się w Bystrem. Od 1951 roku nieczynna kultowo.
Obiekt wpisany do rejestru zabytków w 1970 i włączony do podkarpackiego Szlaku Architektury Drewnianej.

## Historia
Obecna cerkiew nie jest pierwszą, jaka powstała w Bystrem. Wcześniejsze cerkwie wznoszono około 1607, a następnie w 1681 roku. Druga z nich istniała do XIX wieku.
Zachowany do dziś budynek rozpoczęto budować w 1901, a ukończono rok później. Architektem, który ją zaprojektował, był najprawdopodobniej lwowianin Wasyl Nahirnyj, który stworzył także podobne budowle w Lutowiskach oraz Lipiu. Tak jak poprzednie świątynie, cerkiew przyjęła wezwanie św. Michała Archanioła. W roku 1939 dobudowano obok murowaną dzwonnicę parawanową.
Świątynia odgrywała rolę cerkwi filialnej, należącej do parafii w Michniowcu (dekanat żukotyński) aż do roku 1951, kiedy okoliczne tereny zostały przekazane Polsce przez ZSRR w ramach wymiany. Przez krótki czas wykorzystywano ją jako kościół wyznania rzymskokatolickiego, ale ostatecznie została opuszczona i zaczęła ulegać dewastacji. W 1962 roku większość wyposażenia świątyni wywieziono do Łańcuta, aby zabezpieczyć je przed kradzieżą. Wyposażenie cerkwi stało się częścią ekspozycji muzealnej i zostało udostępnione dla zwiedzających.
Pierwsze prace celem zapobieżenia niszczeniu cerkwi podjęto w roku 1983, kiedy uprzątnięto jej wnętrze, zabezpieczono pozostałe tam przedmioty oraz zorganizowano stałą wystawę fotograficzną dotyczącą zabytków cerkiewnych. W 1985 pieczę nad zabytkiem objął utworzony między innymi do tego celu Bieszczadzki Oddział Towarzystwa Opieki nad Zabytkami.
W roku 1991 w cerkwi występowały ukraińskie zespoły, a dwa lata później odbył się tam Festiwal Kultury Karpackiej. Rok 1993 to także pierwsze remonty zabytku – zabezpieczono dach i wyremontowano dzwonnicę za pieniądze przekazane przez Wojewódzkiego Konserwatora Zabytków (30 mln starych złotych). Rok później pozyskano, po licznych apelach Bieszczadzkiego Oddziału Towarzystwa Opieki nad Zabytkami, 300 milionów starych złotych na dalsze prace. Kolejny remont rozpoczął się 24 sierpnia 1994 roku. Wymieniona została wtedy w całości blacha z pokrycia kopuły oraz z dachu nad prezbiterium. Zabezpieczono także okna oraz krzyż na kopule, a także wymieniono drewniane obicie.
Wiosną 2011 r. Starosta Powiatu Bieszczadzkiego złożył wniosek o dotację na remont cerkwi do Wojewódzkiego Konserwatora Zabytków. Pomimo że zostały wówczas przyznane pieniądze w kwocie 70 tys. zł, okazało się, że z powodów proceduralnych nie mogą zostać wykorzystane. Jesienią 2011 r. służby konserwatorskie cofnęły obiecaną dotację na remont. Przyznano wówczas jedynie 10.000 złotych na dokumentację obiektu. Pod koniec stycznia 2012 r. zawiązała się społeczna inicjatywa ratowania cerkwi, której celem jest wsparcie działań Bieszczadzkiego Oddziału Towarzystwa Opieki nad Zabytkami. W tym samym roku Wojewódzki Urząd Ochrony Zabytków przeznaczył 70.000 zł na rzecz renowacji części obiektu. Na wiosnę 2013 r. podobna dotacja wyniosła 40.000 zł (dalszy remont na kopułach, wymiana daszku okapowego, gzymsów podokapowych oraz szalunku). Fundusze na remont cerkwi zebrano także w ramach publicznej zbiórki pieniędzy oraz odpisom z 1% podatków. 28 września 2013 roku odbył się koncert charytatywny „Ratujmy cerkiew w Bystrem”, z którego dochód przeznaczony zostanie na wsparcie finansowe remontu historycznej budowli.

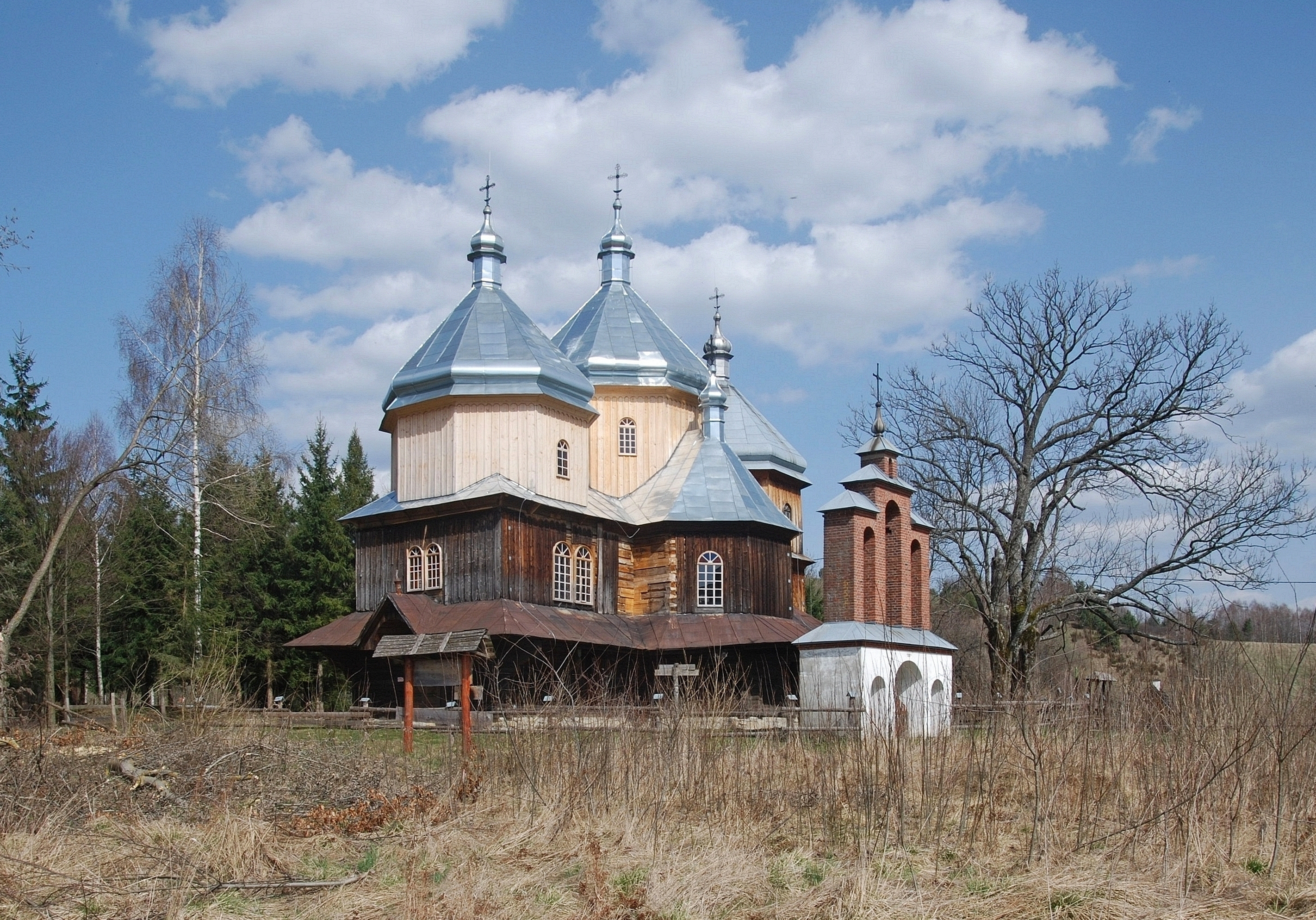
Widok ogólny
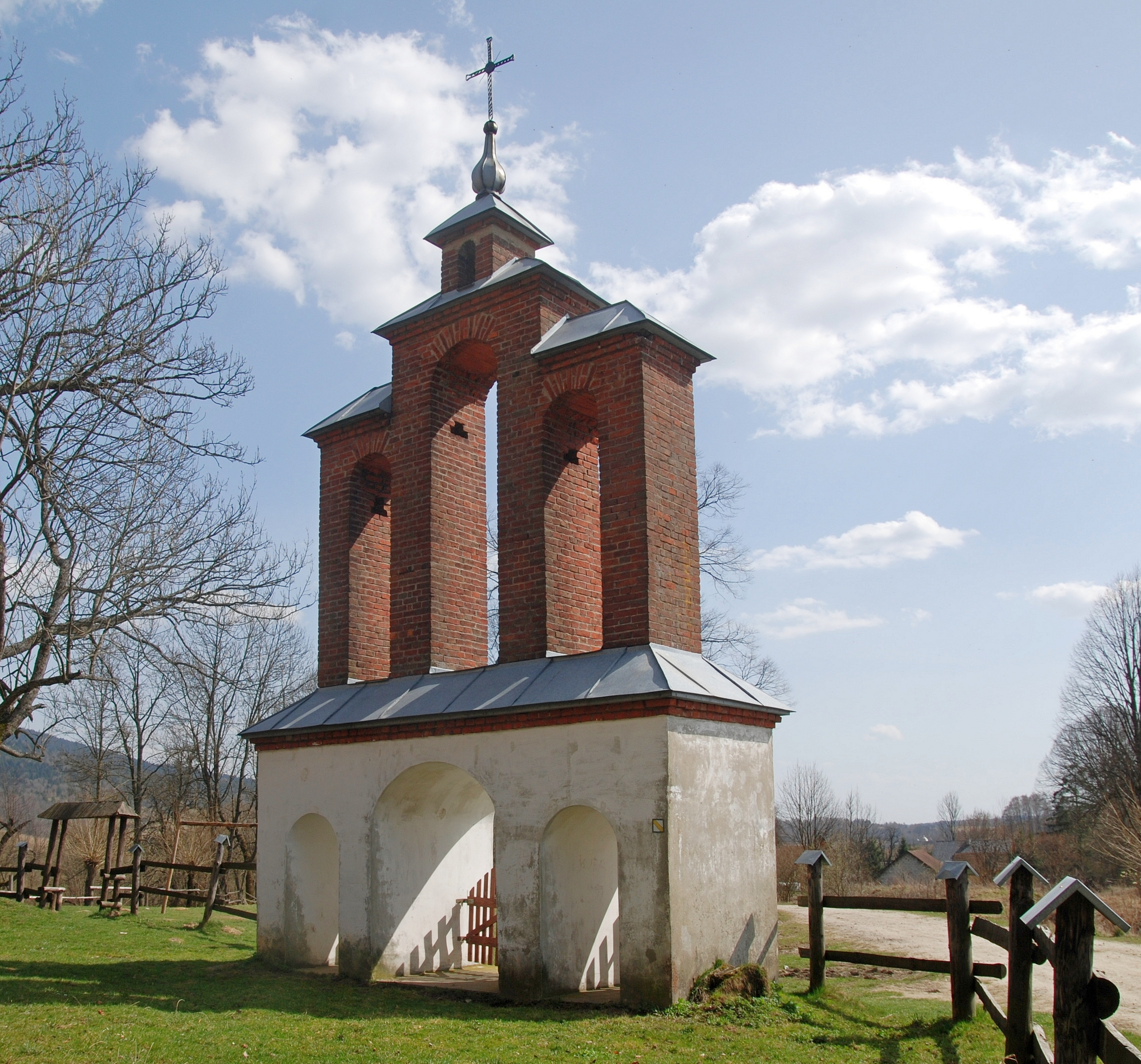
Dzwonnica
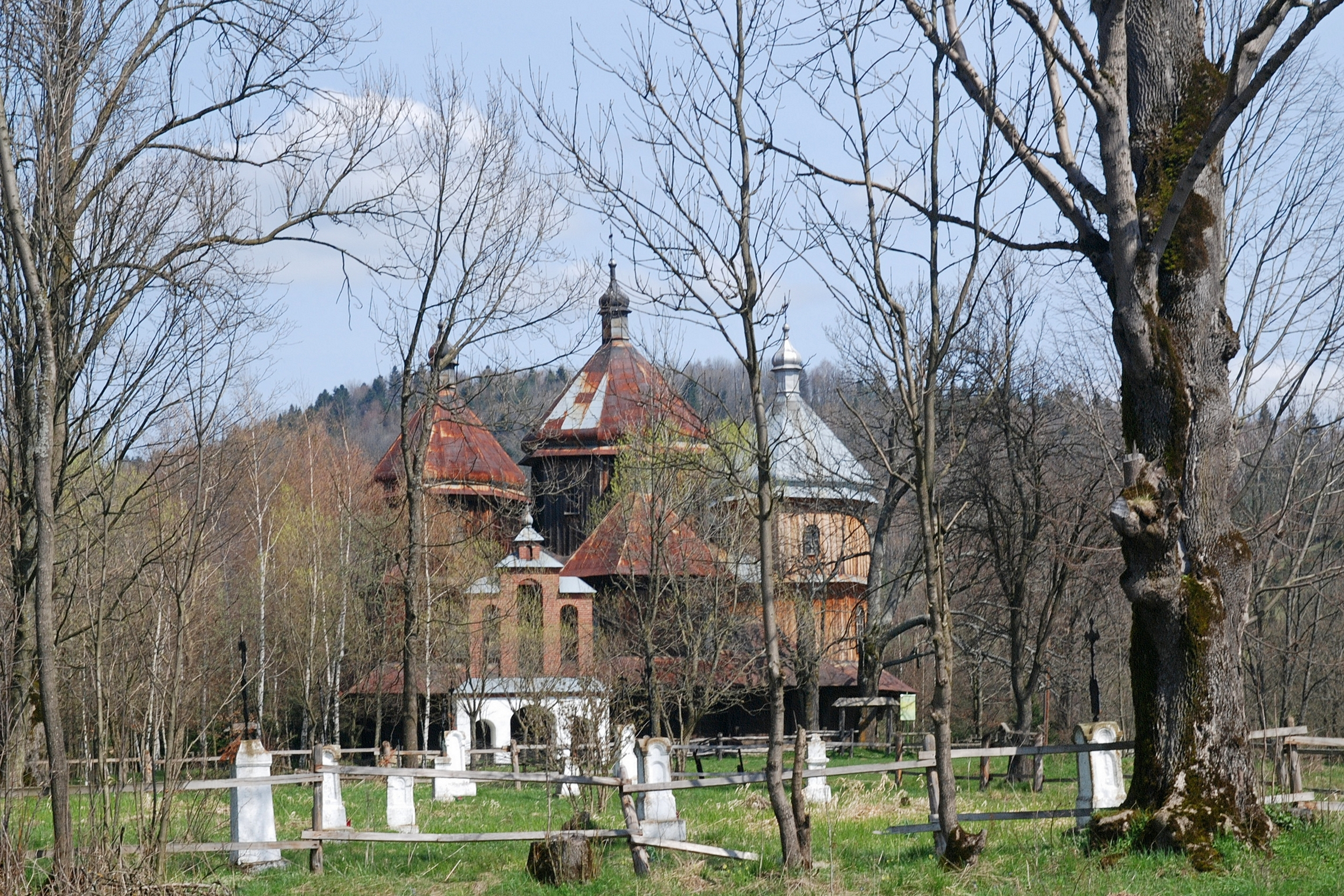
Cmentarz

## Architektura
Cerkiew została zbudowana z drewna na podmurówce z kamienia łamanego. Skonstruowano ją na planie krzyża greckiego ze skróconymi ramionami, z prezbiterium, nawą i babińcem na rzutach kwadratu oraz transeptem na planie prostokąta. Prezbiterium, nawa oraz babiniec nakryte są kopułami na wysokich ośmiobocznych bębnach.

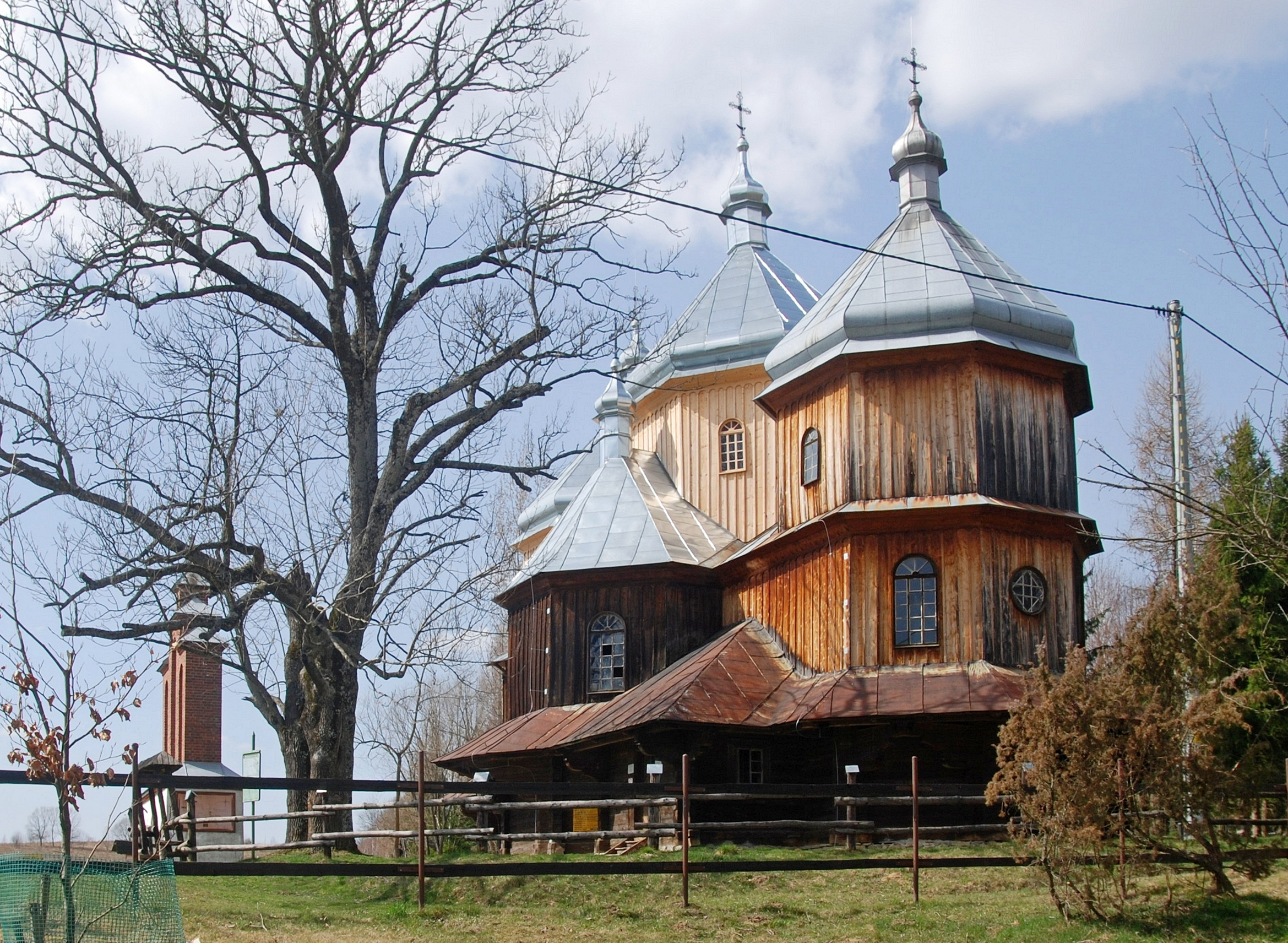
Widok od strony wschodniej
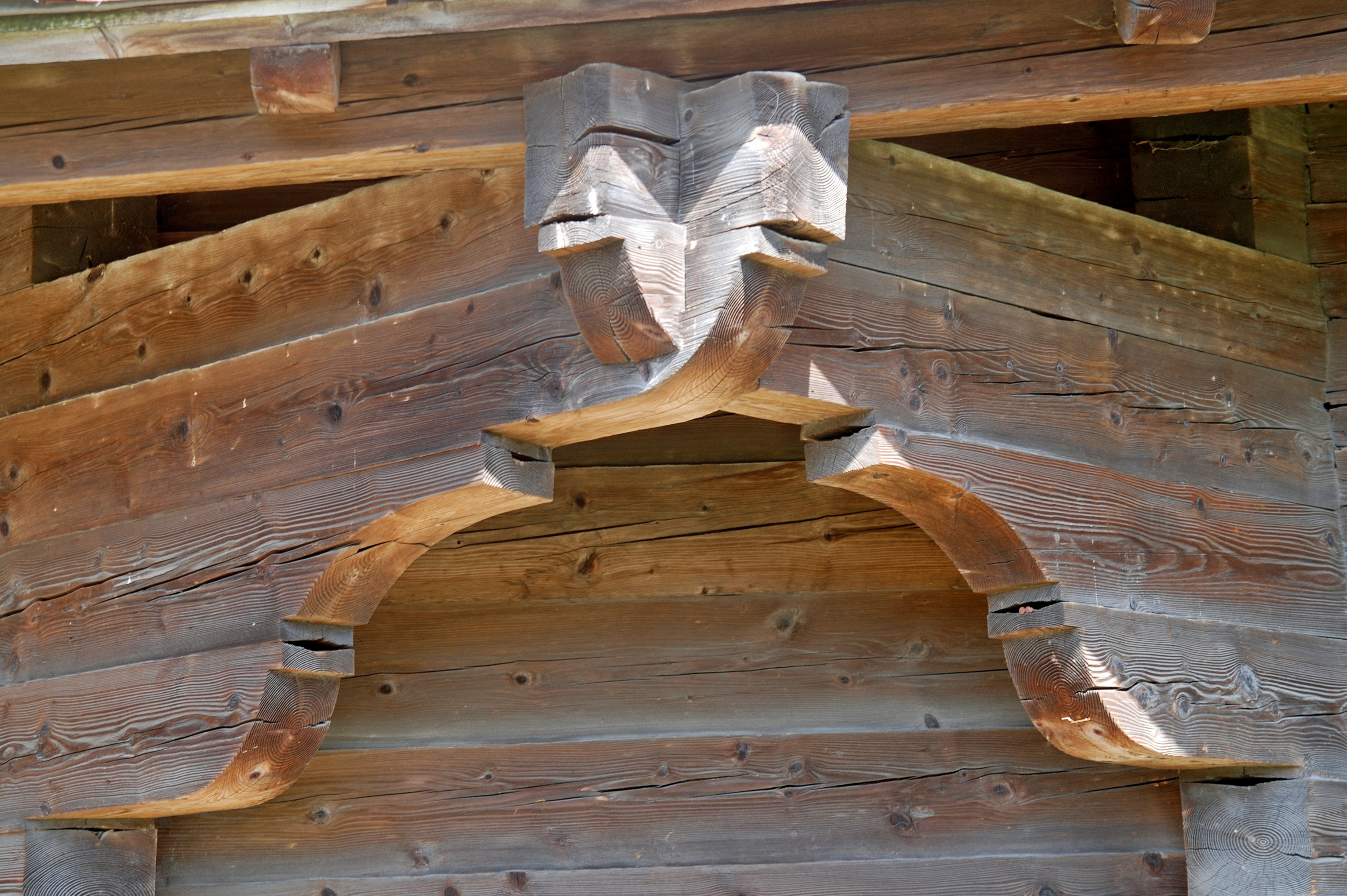
Konstrukcja
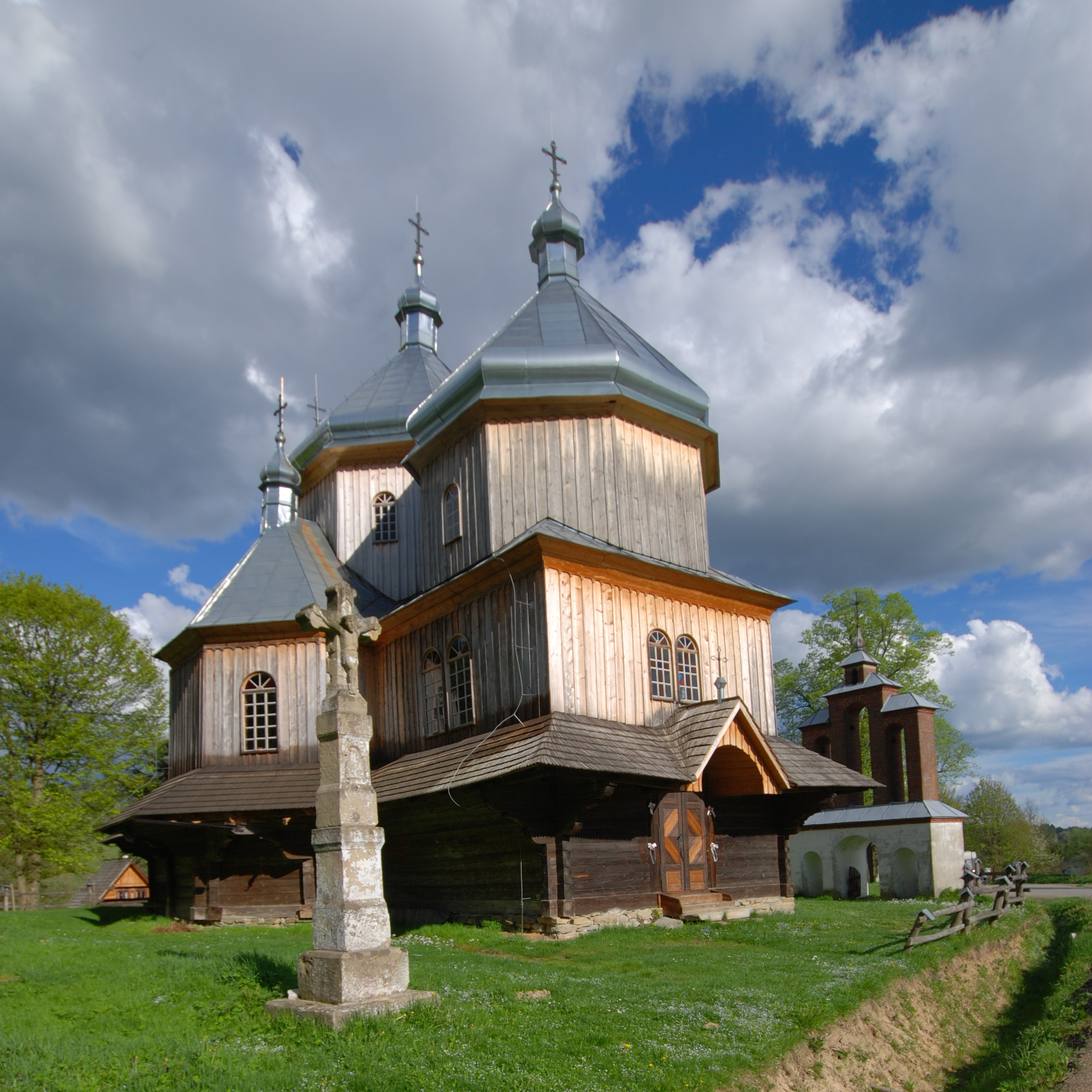
Widok od strony zachodniej

## Cmentarz w Bystrem
W pobliżu cerkwi znajduje się bojkowski cmentarz z XIX wieku. Po dziś dzień nie wiadomo, gdzie wykonano trzynaście zachowanych nagrobków, z których dwa stworzono z piaskowca. Jedynie dwa nie są zakończone krzyżami, pozostałe posiadają krzyże żeliwne (8) lub kamienne (2). Trzynasty nagrobek to sam krzyż żeliwny. Na wszystkich krzyżach przedstawiono Chrystusa Ukrzyżowanego w tradycji bizantyjsko-ruskiej, ze stopami przybitymi osobno, głową opadającą na prawe ramię i zaciśniętymi dłońmi.
Cmentarz, podobnie, jak wiele innych leżących blisko cerkwi nekropolii, ogrodzony został drewnianym płotem. Od pozostałych odróżnia go jednak położenie. Zwykle cmentarze lokowano w pobliżu świątyni tak, by otaczały ją pierścieniem, ten zaś leży około 100 metrów od niej, po drugiej stronie drogi.
Cmentarz konserwowano siłami społecznymi w 1987 roku, a ostatnio część nagrobków została wybielona.

## Literatura
- Stanisław Kryciński: Cerkwie w Bieszczadach. Pruszków: Oficyna Wydawnicza „Rewasz”, 2005. ISBN 83-89188-38-4. Brak numerów stron w książce